# WISE 1405+5534
WISE 1405+5534，全称为WISEPC J140518.40+553421.4，是广域红外线巡天探测卫星（WISE）于2011年在大熊座发现的一颗Y0型棕矮星。它和WISE 0410+1502，WISE 1541-2250，WISE 1738+2732，WISE 1828+2650以及WISE 2056+1459一起被公布，这六颗恒星是人类发现的第一批的Y型棕矮星。
利用光度测量出WISE 1405+5534的距离为8.6秒差距（28光年），而利用光谱分光测量的距离为3.8秒差距（12.4光年）。它的表面温度大约为350K。